# Januszkowice (Opole)
Pour les articles homonymes, voir Januszkowice.
Januszkowice est une localité polonaise de la gmina de Zdzieszowice, située dans le powiat de Krapkowice en voïvodie d'Opole.